# Coelorinchus infuscus
Coelorinchus infuscus is een straalvinnige vissensoort uit de familie van rattenstaarten (Macrouridae). De wetenschappelijke naam van de soort is voor het eerst geldig gepubliceerd in 1993 door McMillan & Paulin.